# Club Baloncesto Ciudad de Huelva
El Club Baloncesto Ciudad de Huelva fou un club de bàsquet de la ciutat de Huelva (Andalusia). Va disputar 11 temporades a la Lliga LEB i una a l'ACB. Va desaparéixer l'any 2008.

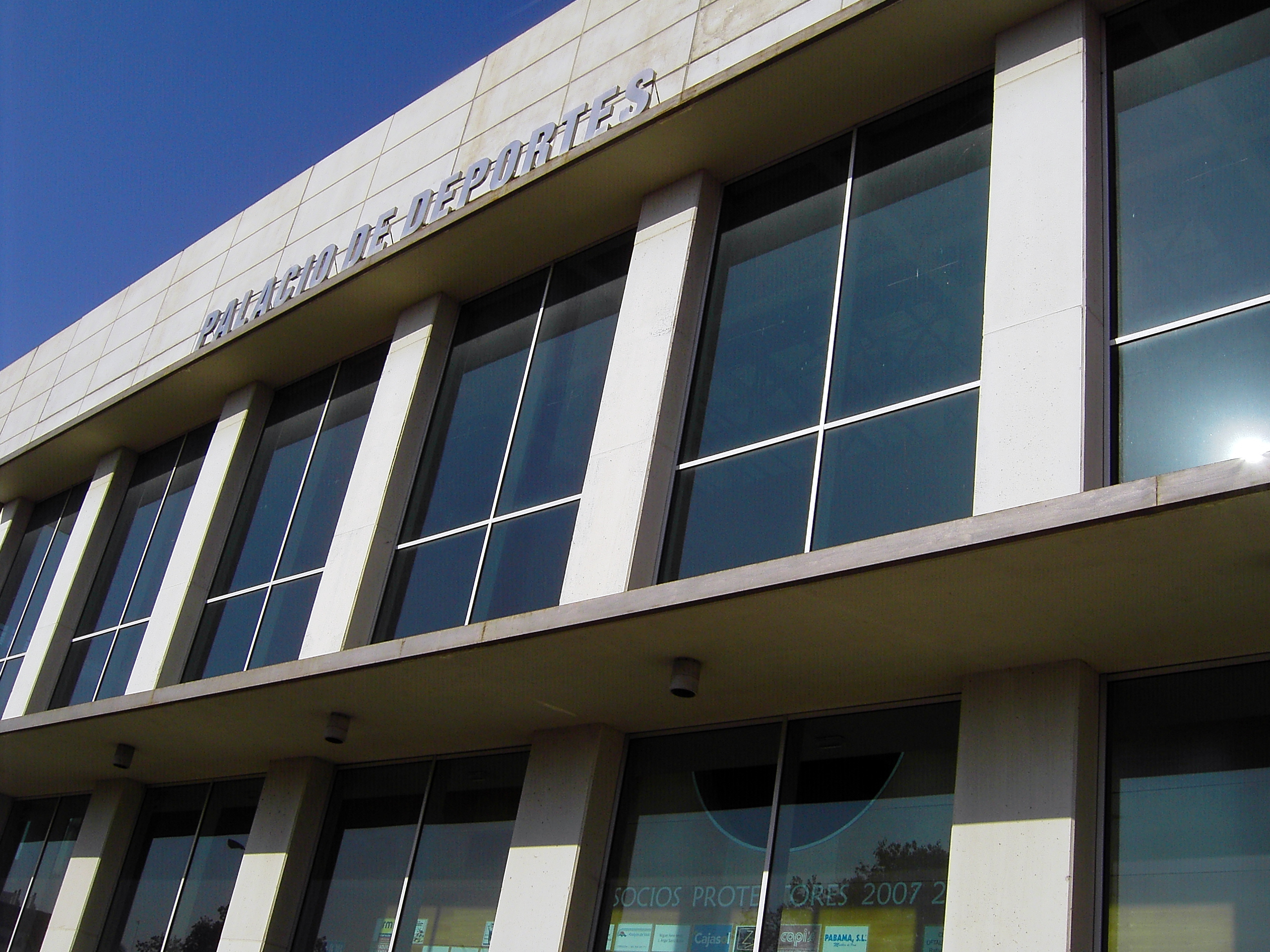
Palau d'esports de Huelva.

El Club Baoncesto Huelva SAD es va fundar al juliol de 1996, i va ser la primera SAD de Huelva i de la seva província. El club provenia del Club Huelva 76, anomenant-se més tard Club Baloncesto Ciudad de Huelva. També fou conegut, per patrocini, amb el nom de Caja Huelva o El Monte Huelva.
En la temporada 96/97 va entrar a formar part de la LEB, la categoria prèvia a l'ACB, categoria a la qual va ascendir aquella mateixa campanya.
En la Temporada 97/98 va debutar en l'ACB i després de llargues vicissituds va descendir a la lliga LEB en el 5è partit de "play-off" de permanència que el va enfrontar al C.B. Granada.
La temporada 2005-06 es va quedar a les portes de l'ACB després de perdre el cinquè partit del play off d'ascens enfront del Baloncesto Fuenlabrada.

## Palmarès
- LEB Or:
  - 1997